# Ryō Tanaka
Ryō Tanaka (jap. 田中 遼, Tanaka Ryō; * 22. April 1987 in Sapporo, Hokkaidō) ist ein japanischer Eishockeyspieler, der seit 2010 bei den Tōhoku Free Blades aus der Asia League Ice Hockey unter Vertrag steht.

## Karriere
Ryō Tanaka begann mit dem Eishockey während Schulzeit auf der Hokkai-Oberschule in Sapporo. In der Spielzeit 2009/10 spielte er für die Meiji-Universität und wechselte anschließend zu den Tōhoku Free Blades in die Asia League Ice Hockey, wo er seither auf dem Eis steht. Mit dem Team aus Hachinohe konnte er 2011, 2013 und 2015 diese asiatische Profiliga gewinnen.

### International
Für Japan nahm Yanadori im Juniorenbereich an der U18-Weltmeisterschaft der Division I 2005 teil.
Mit dem japanischen Herren-Team stand er erstmals bei der Weltmeisterschaft 2012 in der Division I auf dem Eis. Auch im Folgejahr und 2015 war er für sein Land in der Division I aktiv.

## Erfolge und Auszeichnungen
- 2011 Gewinn der Asia League Ice Hockey mit den Tōhoku Free Blades
- 2013 Gewinn der Asia League Ice Hockey mit den Tōhoku Free Blades
- 2015 Gewinn der Asia League Ice Hockey mit den Tōhoku Free Blades

## Asia-League-Statistik
(Stand: Ende der Saison 2017/18)